# Dosaigües
Dosaigües (en castellà i oficialment, Dos Aguas, i en la parla xurra, Dosauguas) és un municipi del País Valencià situat a la comarca de la Foia de Bunyol.
Limita amb Alboraig, Macastre i Iàtova (a la mateixa comarca); amb Catadau, Llombai, Montroi, Real de Montroi, Tous i Torís (a la comarca de la Ribera Alta) i amb Cortes de Pallars i Millars (a la Vall de Cofrents i a la Canal de Navarrés respectivament).

## Geografia
Situat a la conca del riu Xúquer. La superfície del terme és completament muntanyenca. En la part nord s'estén la serra de l'Ave, que també pren el nom del municipi. Els seus cims més elevats són els vèrtexs geodèsics de tercer ordre de l'Ave (949 msnm) i del Carcamal (834 msnm). Al sud-est s'alça la serra del Caballón, en la qual es troba el vèrtex geodèsic de segon ordre de Colaita (872 m). Així mateix es troben en el terme els vèrtexs geodèsics del Pulpítico (610 m), en el límit amb Iàtova i el Madroñal (582 m), ambdós de tercer ordre.
El riu Xúquer fa de frontera natural, durant un tram llarg, amb els termes de Catadau, Tous, Millars i Cortes de Pallars, discorrent encaixonat la major part del seu recorregut, que és molt sinuós. Rep el riu l'aportació d'aigua dels barrancs de Fleirón, de la Murta, de la Fuentecilla, del Bosc, la rambla de la Canal, que més avant passa a dir-se barranc del Xaló, i el del Caçador. Cap a la conca del Magre aboquen les seues aigües els barrancs de Cairón, Garrogueras, Perelló, del Purgatori, Calç, Orenetes i altres.
En el terme hi ha un gran nombre de boscs poblats de pins i altres coníferes.

## Història
Hi ha proves de població des de l'Epipaleolític al Neolític en la cova de la Cocina. Al puig de la Ventolera es va trobar ceràmica i uns atifells de sílex de l'edat del bronze. L'origen del poble és àrab. Després de la conquesta cristiana, la població musulmana continuà vivint en la localitat i es va unir a la revolta d'Al-Azraq (1208-1276). Quan, en 1602, tingué lloc l'expulsió dels moriscs, desaparegueren les 50 cases de moros que hi havia i la població de Dosaigües es va vore reduïda a 12 cases de cristians. Fou comprada l'any 1325 per Francesc Scribe, i passà a Raimon Castellano en 1349, i a Antoni de Vilaragut i la família Roís de Corella en 1388, qui la van vendre a Lluís Cornell el 1475; el seu fill, anomenat també Lluís, la va vendre als Rabassa de Perelló, un dels quals, Ginés de Perelló, va assolir el títol de primer marqués de Dosaigües. Fou cap de la baronia i posterior marquesat homònims, que comprenia les poblacions d'Ontanell, Cortes de Pallars, Roaya, Boxet i Millars. Durant les guerres carlines fou ocupada diverses vegades per les tropes del pretendent. Durant el segle xx l'emigració, principalment cap a Catalunya, va minvar la població del municipi.
El 30 de Juny de 1969 hi va haver un incendi de naturalesa paranormal al terreny Puigmarí. Una nena que responia al nom de Emily i la seva família van desaparèixer.

## Demografia
| 1990 | 1992 | 1994 | 1996 | 1998 | 2000 | 2002 | 2004 | 2006 | 2007 |
| ---- | ---- | ---- | ---- | ---- | ---- | ---- | ---- | ---- | ---- |
| 460  | 406  | 375  | 367  | 389  | 406  | 415  | 441  | 397  | 439  |

## Economia
L'economia de Dosaigües és tradicionalment agrícola, encara que la carboneria hi tingué el seu paper. Hui dia el sector de la construcció ocupa el 48% de la població activa. L'agricultura de secà, amb l'ametla, la garrofa i la mel, complementen l'activitat econòmica actual.

## Política i govern

### Composició de la corporació municipal
El ple de l'ajuntament està format per 7 regidors: 5 del Partit Popular i 2 del Partit Socialista del País Valencià.
| Eleccions municipals de 24 de maig de 2015 - Dosaigües |                                                                     |                                     |                                     |      |          |          |
| Candidatura | Candidatura                                                         | Candidatura                         | Cap de llista                       | Vots | Vots     | Regidors |
| | Partit Popular de la Comunitat Valenciana                           |                                     | José Ramón Grau Grau                | 257  | 65,9%    | 5 (+1)   |
| | Partit Socialista del País Valencià-PSOE                            |                                     | Pedro Pascual Vela Garrido          | 104  | 26,67%   | 2 (+2)   |
| | España 2000                                                         |                                     | Pascual Grau Carrión                | 26   | 6,67%    | 0 (-1)   |
| | Agrupación de Electores Gente de Dos Aguas (AEGDA) (no es presentà) |                                     |                                     |      |          | (-2)     |
| | Vots en blanc                                                       |                                     |                                     | 3    | 0,77%    |          |
| Total vots vàlids i regidors | Total vots vàlids i regidors                                        | Total vots vàlids i regidors        | Total vots vàlids i regidors        | 390  | 100 %    | 7        |
| | Vots nuls                                                           | Vots nuls                           | Vots nuls                           | 4    | 1,02%    |          |
| Participació (vots vàlids més nuls) | Participació (vots vàlids més nuls)                                 | Participació (vots vàlids més nuls) | Participació (vots vàlids més nuls) | 394  | 88,74%** |          |
| Abstenció | Abstenció                                                           | Abstenció                           | Abstenció                           | 50*  | 11,26%** |          |
| Total cens electoral | Total cens electoral                                                | Total cens electoral                | Total cens electoral                | 444* | 100 %**  |          |
| Alcalde: José Ramón Grau Grau (PP) (13/06/2015) Per majoria absoluta dels vots dels regidors (5 vots de PP)                                                     |                                                                     |                                     |                                     |      |          |          |
| Fonts: Ministeri de l'Interior. Junta Electoral de la Zona de Requena. Periòdic Ara. (* No són vots sinó electors. ** Percentatge respecte del cens electoral.) |                                                                     |                                     |                                     |      |          |          |

### Alcaldes
Des de 2000 l'alcalde de Dosaigües és José Ramón Grau Grau (PP).
| Període     | Alcalde o alcaldessa                     | Partit polític    | Data de possessió                      | Observacions |
| ----------- | ---------------------------------------- | ----------------- | -------------------------------------- | ------------ |
| 1979–1983   | Manuel Grau Lorente                      | UCD               | 19/04/1979                             | --           |
| 1983–1987   | Avelino del Valle Sanz                   | PSPV-PSOE         | 28/05/1983                             | --           |
| 1987–1991   | Manuel Grau Lorente                      | AP                | 30/06/1987                             | --           |
| 1991–1995   | Manuel Grau Lorente                      | PP                | 15/06/1991                             | --           |
| 1995–1999   | Manuel Grau Lorente                      | PP                | 17/06/1995                             | --           |
| 1999–2003   | Manuel Grau Lorente José Ramón Grau Grau | PP GM             | 3/7/1999 (moció de censura) 11/11/2000 | --           |
| 2003–2007   | José Ramón Grau Grau                     | UV                | 14/06/2003                             | --           |
| 2007–2011   | José Ramón Grau Grau                     | UV-LVE No adscrit | 16/6/2007 (canvi de grup) 25/6/2010    | --           |
| 2011–2015   | José Ramón Grau Grau                     | PP                | 11/06/2011                             | --           |
| 2015–2019   | José Ramón Grau Grau                     | PP                | 13/06/2015                             | --           |
| 2019-2023   | n/d                                      | n/d               | 15/06/2019                             | --           |
| Des de 2023 | n/d                                      | n/d               | 17/06/2023                             | --           |

## Monuments
- Església de nostra senyora del Rosari. Del segle xvi.
- Castell de la Matrona, o de Madrona. Del segle xii, fon construït pels musulmans. Només són apreciables les restes dels fonaments.
- Restes del Castell de Dosaigües, Torre de Vilaragut. Del segle xii. És l'única resta apreciable del castell dels Moros.
- Ruïnes dels nombrosos molins que regaven el municipi.

## Festes i celebracions
- Festes patronals. En els seus orígens, Dosaigües celebrava les festes patronals del 15 al 20 d'octubre. Des de la segona meitat del segle xx les festes en honor dels patrons de la localitat (Sant Roc, Verge del Rosari i Verge dels Dolors) se celebren en la segona quinzena d'agost sense l'establiment d'un calendari concret, sinó adaptant-se al calendari estival. És tradicional des de la segona meitat del segle XX i fins als nostres dies la celebració de bous al carrer, on destaca l'espectacularitat dels tancaments en un recorregut peculiar.
- Setmana Santa. Se celebra un Via Crucis vivent que representa els moments més intensos del calvari cristià, amb la col·laboració de gran part dels veïns de la localitat.

## Fills il·lustres
- Héctor Barberá (Dosaigües, 1986), motociclista subcampió del món de 125 cc de 2004.